# Donja Bela Reka (Nova Varoš)
Donja Bela Reka (em cirílico: Доња Бела Река) é uma vila da Sérvia localizada no município de Nova Varoš, pertencente ao distrito de Zlatibor. A sua população era de 252 habitantes segundo o censo de 2011.

## Demografia
| 1948 | 1953 | 1961 | 1971 | 1981 | 1991 | 2002 | 2011 |
| ---- | ---- | ---- | ---- | ---- | ---- | ---- | ---- |
| 628  | 669  | 652  | 574  | 447  | 369  | 287  | 252  |